# 三溴化镎
三溴化镎是一种镎的溴化物，化学式 NpBr3。

## 制备
三溴化镎可以由二氧化镎和溴化铝反应而成。
{\displaystyle {\ce {6 NpO2 + 8 AlBr3 -> 6 NpBr3 + 4 Al2O3 + 3 Br2}}}

## 性质
三溴化镎是一种绿色固体，有两种晶系：
- α-NpBr3 是六方晶系的，晶格参数 a = 791,7 pm 和c = 438,2 pm。[2] 它的结构和三氯化铀一样。
- β-NpBr3 是正交晶系的，晶格参数 a = 411 pm、b = 1265 pm 和c = 915 pm 。[2] 它的结构和从钚至锎的溴化物一样。

三溴化镎还有一种绿色的六水合物，为单斜晶系。

### 反应
在 425 °C 时，三溴化镎可以被溴继续溴化成四溴化镎。
{\displaystyle {\ce {2 NpBr3 + Br2 -> 2 NpBr4}}}

## 扩展阅读
- Zenko Yoshida, Stephen G. Johnson, Takaumi Kimura, John R. Krsul: Neptunium （页面存档备份，存于）, in: Lester R. Morss, Norman M. Edelstein, Jean Fuger (Hrsg.): The Chemistry of the Actinide and Transactinide Elements, Springer, Dordrecht 2006; ISBN 1-4020-3555-1, S. 699–812 (doi:10.1007/1-4020-3598-5_6).
- C. Keller: Die Chemie des Neptuniums. In: Fortschr. chem. Forsch., 1969/70, 13/1, S. 1–124 (doi:10.1007/BFb0051170).